# Đới Tử
Đới Tử (chữ Hán: 戴梓, 1649 – 1726), tên tự là Văn Khai, hiệu Canh Yên, quê Hàng Châu, nhà chế tạo hỏa khí, họa sĩ thời Thanh.

## Tiểu sử
Đới Tử người huyện Tiền Đường tỉnh Chiết Giang từ nhỏ đã thông minh, khéo léo hơn người. Xuất thân con nhà quan, chịu ảnh hưởng của cha là Đới Thương. Ông mê nhất là việc chế tạo máy móc, mới được hơn mười tuổi đã chế tạo ra được nhiều loại súng ống. Một trong số đó có thể bắn trúng mục tiêu khác hơn 100 bước.
Năm Khang Hy thứ 13 (1674), Tịnh Nam vương Cảnh Tinh Trung đang đóng quân tại Phúc Kiến đã khởi binh xâm phạm Chiết Giang, hướng ứng lời kêu gọi của Ngô Tam Quế chống lại Nhà Thanh. Vua Khang Hy phái đại tướng Kiệt Thư đánh dẹp bọn phản loạn. Đới Tử đích thân mang "Súng đại liên" do mình phát minh ra đến dâng cho Kiệt Thư và thỉnh cầu được cùng xuất trận. Năm Quang Tự thứ 16 (1890), Lý Hằng biên soạn Quốc triều kỳ hiến loại chứng sơ biên quyển 120 có viết về việc Đới Tử dâng lên lên Khang thân vương Kiệt Thư "Liên châu hỏa súng pháp", về sau đã trở thành nguồn gốc của sự việc được ghi chép trong Thanh sử cảo.
Hình dạng của cây súng này giống như một cây đàn tỳ bà nên còn gọi là "Súng tỳ bà", cấu tạo và cách sử dụng gần giống với súng hiện đại, cho thuốc nổ và đạn vào nòng súng, sau đó dùng cò để điều khiển súng nổ. Nòng súng gồm hai phần cơ liên tiếp với nhau, khi khởi động cơ súng thứ nhất, thuốc nổ và đạn sẽ tự động rơi vào trong khoang, cơ thứ hai sẽ đánh cho đá lửa tóe lửa, đốt cháy thuốc nổ đẩy đạn lên nòng và bắn ra, cứ như thế liên tục không ngừng, một lần có thể bắn liên tiếp 28 viên đạn. Còn loại súng cũ mà quân Thanh đang dùng lúc bấy giờ là dùng một sợi dây dài để châm ngòi nếu gặp phải nước hay mưa thì coi như vô dụng, hơn nữa mỗi lần bắn đều phải cho thuốc nổ và đạn vào rất bất tiện. Khẩu súng đại liên do Đới Tử phát minh ra đã lập được công to trong trận đánh với quân Tịnh Nam vương, ông được vua Khang Hy triệu kiến và ban thưởng hậu hĩ. Ít lâu sau ông tiếp nhận chức quan Hàn Lâm viện thị giảng, vào Nam Thư phòng, tham gia vào việc biên soạn Luật lữ chính nghĩa.
Năm Khang Hy thứ 25 (1686), chính phủ Hà Lan đã hái sứ giả đến Trung Quốc mang theo "súng điểu thương Bàng Tràng" làm món đồ tiến cống,  Đới Tử được lệnh sao chép mười khẩu súng và trả lại cho sứ giả Hà Lan. Chẳng bao lâu sau, ông được lệnh sao chép Phật Lãng cơ pháo, chỉ mất đúng 5 ngày để hoàn thành. Ngoài khả năng chế tạo súng ống ra, Đới Tử còn có tài về văn chương, từng viết Canh Yên thảo đường thi sao. Ông còn tổng kết kinh nghiệm trị thủy của tiền nhân mà soạn cuốn Trị hà thập sách.
Thủ lĩnh bộ tộc Chuẩn Cát Nhĩ ở chân núi phía bắc Mông Cổ là Cát Nhĩ Đan không cam tâm quy thuận Nhà Thanh nên đã dẫn binh xâm phạm biên cương, phóng lửa đốt nhà, cướp bóc giết người. Năm Khang Hy thứ 35 (1696), Hoàng đế Khang Hy thân chinh thống lĩnh ba đạo đại quân đánh dẹp Cát Nhĩ Đan. Quân Thanh nhờ sử dụng loại pháo mới, nhắm vào hàng ngũ quân Cát Nhĩ Đan mà bắn phá. Ánh sáng phát ra léo chói cả mắt, kỵ binh của Cát Nhĩ Đan lập tức loạn hẳn lên, vội vã quay ngựa chạy về, tiếp theo là những mũi tên lao ra như mưa. Quân Thanh với sự kết hợp súng ống và cung tên đã thay đổi được trận thế, tiêu diệt gọn đội quân Cát Nhĩ Đan, riêng Cát Nhĩ Đan may mắn toát chết đã đào tẩu cùng một ít tàn binh. Lần này, sở dĩ quân Thanh giành được thắng lợi là do có được một loại vũ khí mới gọi là "Tử mẫu pháo", còn gọi là "Xung thiên pháo", có tính năng giống như bom bi ngày nay. Đài bắn pháo dài 2,1m, nặng khoảng 300 cân (150 kg), hình dạng viên pháo giống như quả bí, mỗi một trái nặng hơn 20 cân, dùng thép đúc thành, lúc bắn có thể căn cứ theo khoảng cách xa gần, mục tiêu cao thấp mà cho vào một lượng thuốc nổ thích hợp. Loại pháo này khi bắn trúng mục tiêu sẽ vỡ ra thành những miếng nhỏ, sức công phá rất mạnh. Loại pháo này chính là do Đới Tử phát minh ra.
Từ đó về sau, Đới Tử càng say mê hơn nữa công việc chế tạo vũ khí. Ông chuyên tâm nghiên cứu những thành quả chế tạo vũ khí của người xưa, phân tích mặt lợi và hại của nó, lại rất để ý đến sự phát triển của nền khoa học Tây dương để làm nền tảng cho mình. Có được nền tảng đó ông lại chế tạo ra những vũ khí mới tiên tiến hơn. Mỗi lần chế tạo ra một loại vũ khí mới, Đới Tử không màng đến sự an nguy của mình, đích thân thử nghiệm. Vũ khí một khi mắc phải sai sót nào, ông đều phải cố công mày mò khắc phục, ông cho rằng "sai một ly, đi một dặm", vũ khí một khi có vấn đề thì chẳng khác nào tự mình hại mình, vì thế nhất định không để xảy ra sai sót.
Đới Tử là một nhà khoa học đa tài đa nghệ. Ngoài việc chế tạo súng ống ra, ông còn nghiên cứu những lĩnh vực khác như thiên văn, cơ giới, thủy lợi... Ông đã từng chế tạo ra một loại công cụ vận chuyển có thể làm giảm sức kéo, giúp đỡ tốn nhân lực, ông còn chế tạo ra được người máy nữa, nhưng vì lúc đó ông không được trọng dụng nên những thứ ông làm ra đều bị xem là vô nghĩa và vì thế nguyên lý của những chiếc máy này cũng thất truyền từ đó. Bất hạnh hơn nữa là nhà chế tạo máy móc đại tài này bị một số quan viên tong triều đình đố kỵ và bài xích, trong công việc chế tạo máy móc của mình, Đới Tử đã xảy ra mâu thuẫn với giáo sĩ Nam Hoài Nhân phụ trách chế tạo vũ khí đến từ nước Bỉ, ông này nuôi lòng thù hận nên cấu kết với một số đại thần trong triều vu cáo Đới Tử "tư thông với người phương Tây". Triều đình Nhà Thanh u mê tin theo những lời vu khống đó, cách chức Đới Tử và đày ra Thịnh Kinh sống những ngày tháng hết sức khổ cực. Mãi đến năm Khang Hy thứ 43 (1704), mới được ân xá trở về quê, cư trú tại Thiết Lĩnh, đến năm Ung Chính thứ 4 (1726) vì lao lực quá độ chưa kịp về đến nhà đã qua đời trên đường.
Ông có tới bốn người con gồm Đới Kinh, Đới Lượng, Đới Hanh, Đới Cao. Riêng Đới Hanh cùng với Lý Khải, Trần Cảnh Nguyên được hậu thế xưng tụng là "Liêu Đông tam lão".